# Н-Холинолитики
Н-холинолитики — группа химических веществ, воздействующая на никотиновые рецепторы, расположенные преимущественно на постсинаптической мембране, в синапсах, расположенных в скелетной мышечной ткани, клетках вегетативных ганглиев, ткани мозгового слоя надпочечников и синокаротидной зоны.
Препарат, попадая в организм человека, взаимодействует с рецепторами, блокируя их способность воспринимать ацетилхолин, в результате не происходит передача нервного импульса через заблокированный синапс. Нейромедиатор выделяется, но рецепторы постсинаптической мембраны блокированы и не воспринимают раздражитель.
В зависимости от преимущественного воздействия на один из типов Н-холинорецепторов выделяют:
- Ганглиоблокаторы
- Миорелаксанты
- Противоэпилептические средства (центральные холинолитики)
- Деполяризующего действия

В зависимости от преимущественного места приложения отличаются и клинические эффекты. В целом действие препарата основано на прекращении передачи сигнала по нервным клеткам.